# Lissosculpta albopicta
Lissosculpta albopicta är en stekelart som beskrevs av Horstmann 2001. Lissosculpta albopicta ingår i släktet Lissosculpta och familjen brokparasitsteklar. Inga underarter finns listade i Catalogue of Life.